# Phaenicophaeus
Phaenicophaeus Stephens, 1815 è un genere di uccelli cuculiformi della famiglia Cuculidae a cui appartengono le malcoa. Tutte le specie vivono nell'Asia tropicale.

## Tassonomia
Questo genere comprende 6 specie:
- Phaenicophaeus curvirostris (Shaw, 1810) - malcoa pettocastano
- Phaenicophaeus pyrrhocephalus (Pennant, 1769) - malcoa facciarossa
- Phaenicophaeus sumatranus (Raffles, 1822) - malcoa panciacastana
- Phaenicophaeus viridirostris (Jerdon, 1840) - malcoa facciablu o malcoa beccoverde piccolo
- Phaenicophaeus diardi (Lesson, 1830) - malcoa pancianera o malcoa beccoverde minore
- Phaenicophaeus tristis (Lesson, 1830) - malcoa beccoverde o malcoa beccoverde maggiore